# والتر ریبونتو
والتر ریبونتو (انگلیسی: Walter Ribonetto؛ زادهٔ ۹ ژوئیهٔ ۱۹۷۴) بازیکن فوتبال اهل آرژانتین است.
از باشگاه‌هایی که در آن بازی کرده‌است می‌توان به باشگاه فوتبال روساریو سنترال، باشگاه ورزشی اتلتیکو جونیور، باشگاه فوتبال کرتارو، و باشگاه فوتبال لانوس اشاره کرد.